# Неделчо Беронов
Неделчо Крумов Беронов е български юрист, икономист, политик от десницата, председател на Конституционния съд от октомври 2003 до октомври 2006 г.

## Биография
Неделчо Беронов завършва Юридическия факултет на Софийския университет „Свети Климент Охридски“ през 1951 г. и Висшия икономически институт в София през 1972 г. В периода 1954-1991 г. е арбитър и главен арбитър в Държавния арбитраж в Стара Загора, Сливен и Варна. Заема длъжността арбитър в Арбитражния съд при Българска търговско-промишлена палата през 1977-1997 г.
В периода 1993-1997 г. Неделчо Беронов е хоноруван извънреден доцент по гражданско и облигационно право в Юридическия факултет на Икономическия университет и Техническия университет във Варна. Има много публикации в юридически списания.
През 1997 г. е народен представител от ОДС и член на Комисията по правни въпроси в XXXVIII народно събрание. От есента на 1997 е член на Конституционния съд (КС), а от октомври 2003 е избран с безпрецедентно единодушие за председател на КС с тригодишен мандат, след смъртта на предишния председател Христо Данов.
Има жена Анна, която е професор в Медицински университет - Варна, и син Камен, който е математик, доктор на университета в Киото, Япония и настоящ преподавател в Германия.

## Участие в президентските избори в България през 2006
Неделчо Беронов участва като независим кандидат за президент на България на президентските избори през 2006 г. Издигнат е от инициативен комитет и подкрепен официално от партиите СДС, ДСБ, Земеделски народен съюз, Демократическата партия и БСДП. Подкрепа за него заявява и ЕНП. Негов кандидат за вицепрезидент на България е Юлиана Николова. Персоналната подкрепя заявяват лидерите на редица български партии, въпреки че не се включват активно в кандидат-президентската му кампания - Любен Дилов-син, Бойко Борисов, Анастасия Мозер, Стефан Софиянски.
Неделчо Беронов е един от хората, към които от СДС са се обръщали неформално, за да сондират възможни кандидатури. След дълги преговори между десните партии, Иван Костов му предлага да бъде издигнат за кандидат-президент. Беронов заявява, че е склонен да приеме, само ако бъде издигнат едновременно от СДС и ДСБ. Впоследствие Петър Стоянов оттегля своята неформална номинация в преговорния процес и с това открива пътя към създаването на широка дясноцентристка коалиция около кандидатурата на Беронов.
Беронов отпада на първия тур на президентските избори, като остава трети след Волен Сидеров и Георги Първанов с резултат под 10%, което е най-слабия резултат за кандидат на десницата от 1989 г. насам. Беронов призовава привържениците си да гласуват по съвест на втория тур, но изтъква, че самият той няма да участва във вота.
| Резултати от президентските избори в България на 22/29 октомври 2006 година | Резултати от президентските избори в България на 22/29 октомври 2006 година | Резултати от президентските избори в България на 22/29 октомври 2006 година | Резултати от президентските избори в България на 22/29 октомври 2006 година | Резултати от президентските избори в България на 22/29 октомври 2006 година | Резултати от президентските избори в България на 22/29 октомври 2006 година | Резултати от президентските избори в България на 22/29 октомври 2006 година |
| --- | --------------------------------------------------------------------------- | --------------------------------------------------------------------------- | --------------------------------------------------------------------------- | --------------------------------------------------------------------------- | --------------------------------------------------------------------------- | --------------------------------------------------------------------------- |
| \| Кандидат-президент \| Кандидат-вицепрезидент \| Издигнати от: \| Гласове на I тур \| Процент гласове на I тур \| Гласове на II тур \| Процент гласове на II тур \| \| ------------------------------------ \| ---------------------- \| ------------------------------ \| ---------------- \| ------------------------ \| ----------------- \| ------------------------- \| \| Неделчо Беронов \| Юлиана Николова \| Инициативен комитет \| 271 078 \| 9,753% \| \| \| \| Любен Петров \| Нели Топалова \| Инициативен комитет \| 13 854 \| 0,498% \| \| \| \| Георги Първанов \| Ангел Марин \| Инициативен комитет \| 1 780 119 \| 64,047% \| 2 050 488 \| 75,948% \| \| Григор Велев \| Йордан Мутафчиев \| Целокупна България \| 19 857 \| 0,714% \| \| \| \| Петър Берон \| Стела Банкова \| Инициативен комитет \| 21 812 \| 0,785% \| \| \| \| Волен Сидеров \| Павел Шопов \| ПП „Атака“ \| 597 175 \| 21,486% \| 649 387 \| 24,052% \| \| Георги Марков \| Мария Иванова \| Ред, законност и справедливост \| 75 478 \| 2,716% \| \| \| \| Общо: \| Общо: \| Общо: \| 2 779 373 \| 2 779 373 \| 2 699 875 \| 2 699 875 \| \| Десница и център Крайно дясно Левица \| \| \| \| \| \| \| |                                                                             |                                                                             |                                                                             |                                                                             |                                                                             |                                                                             |
| Кандидат-президент | Кандидат-вицепрезидент                                                      | Издигнати от:                                                               | Гласове на I тур                                                            | Процент гласове на I тур                                                    | Гласове на II тур                                                           | Процент гласове на II тур                                                   |
| Неделчо Беронов | Юлиана Николова                                                             | Инициативен комитет                                                         | 271 078                                                                     | 9,753%                                                                      |                                                                             |                                                                             |
| Любен Петров | Нели Топалова                                                               | Инициативен комитет                                                         | 13 854                                                                      | 0,498%                                                                      |                                                                             |                                                                             |
| Георги Първанов | Ангел Марин                                                                 | Инициативен комитет                                                         | 1 780 119                                                                   | 64,047%                                                                     | 2 050 488                                                                   | 75,948%                                                                     |
| Григор Велев | Йордан Мутафчиев                                                            | Целокупна България                                                          | 19 857                                                                      | 0,714%                                                                      |                                                                             |                                                                             |
| Петър Берон | Стела Банкова                                                               | Инициативен комитет                                                         | 21 812                                                                      | 0,785%                                                                      |                                                                             |                                                                             |
| Волен Сидеров | Павел Шопов                                                                 | ПП „Атака“                                                                  | 597 175                                                                     | 21,486%                                                                     | 649 387                                                                     | 24,052%                                                                     |
| Георги Марков | Мария Иванова                                                               | Ред, законност и справедливост                                              | 75 478                                                                      | 2,716%                                                                      |                                                                             |                                                                             |
| Общо: | Общо:                                                                       | Общо:                                                                       | 2 779 373                                                                   | 2 779 373                                                                   | 2 699 875                                                                   | 2 699 875                                                                   |
| Десница и център Крайно дясно Левица |                                                                             |                                                                             |                                                                             |                                                                             |                                                                             |                                                                             |